# Coleophora paucinotella
Coleophora paucinotella é uma espécie de mariposa do gênero Coleophora pertencente à família Coleophoridae.